# Gerätturnen
Gerätturnen oder Geräteturnen ist eine Individualsportart mit dem Ziel, an Turngeräten bestimmte Übungen nach vorgegebenen Kriterien der Technik und Haltung in verschiedenen Verbindungen auszuführen. Wettkampfmäßiges Geräte- und Bodenturnen wird auch als Kunstturnen bezeichnet und ist eine olympische Sportart. In der Schweiz wird diese Sportart auch grundsätzlich Kunstturnen genannt, da das dortige Geräteturnen anders organisiert ist.

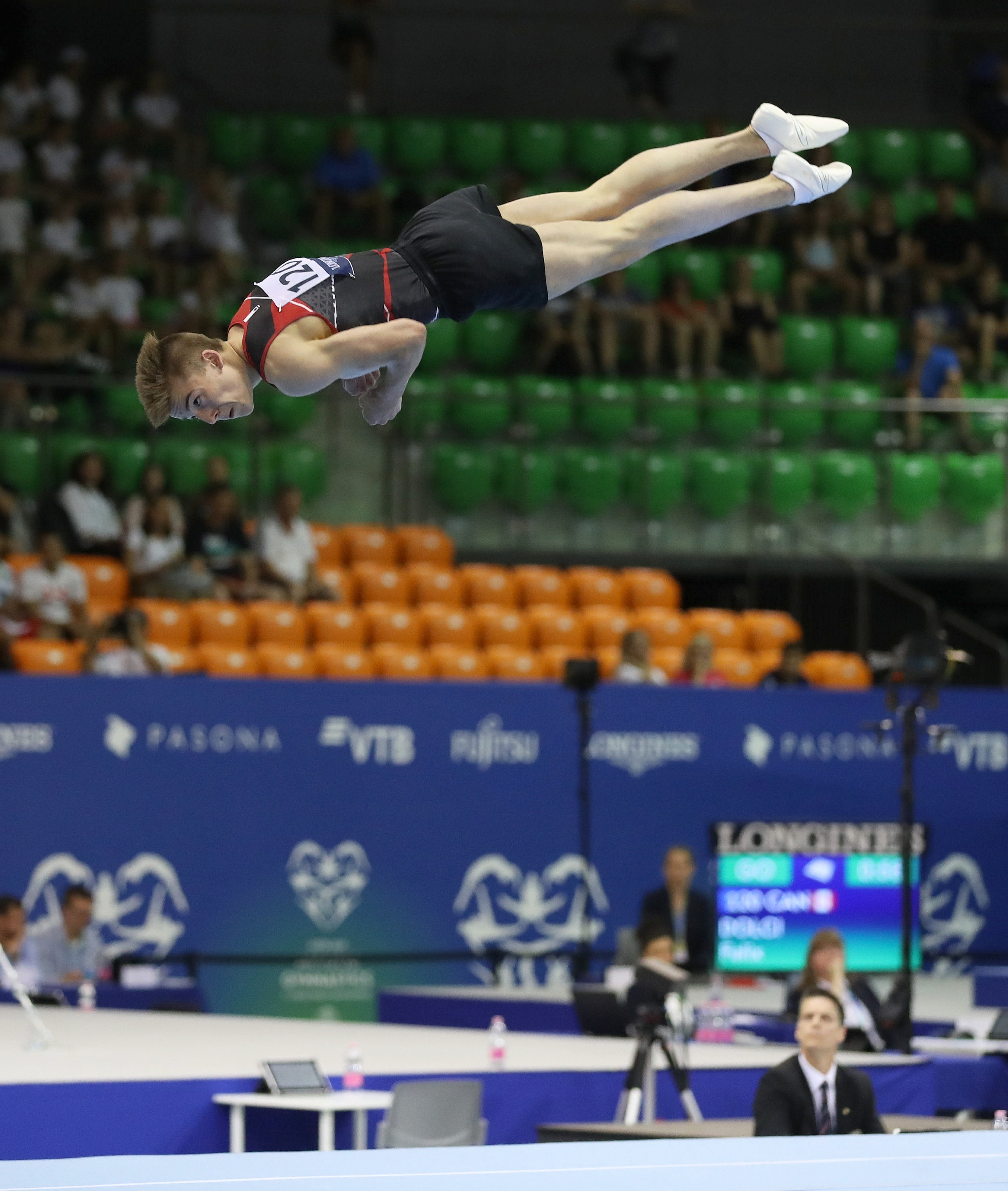
Turner beim Bodenturnen

## Begriffliches

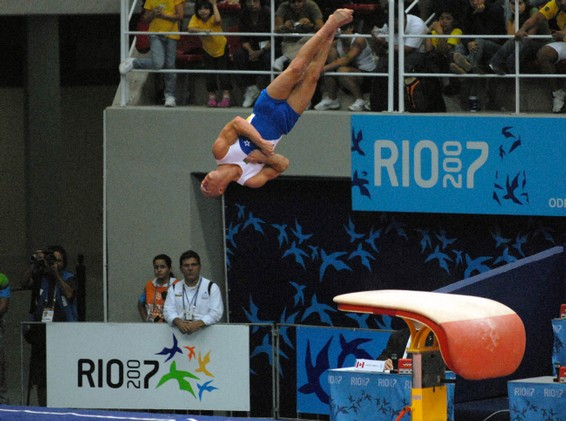
Turner am Sprungtisch

Turnen leitet sich ursprünglich ab von dem Wort „Turnier“, das schon im Mittelalter der Ausdruck für sportliche Auseinandersetzung war.
- Turnen bedeutet: Vielseitiges Bewegen im Sinne der Vielfalt von Körperübungen. Es schließt vielfältige Bewegungs- und Spielformen sowie Gymnastik und zum Teil auch Tanz ein. Oft kommt es zur Gleichsetzung von Turnen und Freizeitsport. Für den Deutschen Turner-Bund steht Turnen als Oberbegriff für die von ihm vertretenen Sportarten und Bewegungsaktivitäten.
- Gerätturnen ist das normgeleitete Bewegen an Turngeräten, für dessen Ausführung es Technik- und Bewertungskriterien gibt. Das Gerätturnen ist als Sportart charakterisiert durch die Verwendung der Großgeräte Reck, Barren, Pauschenpferd, Ringe, Boden, Stufenbarren, Schwebebalken und der Sprunggeräte (Bock, Kasten, Pferd, Sprungtisch). Unterschieden wird dabei zwischen dem breitensportlich orientierten Gerätturnen, bei dem der Wettkampf keine oder nur eine untergeordnete Rolle spielt, und dem leistungssportlich orientierten Gerätturnen, welches bis vor kurzem auch vom Deutschen Turner-Bund als Kunstturnen (englisch „artistic gymnastics“) bezeichnet worden ist.

## Strukturelle Systematik

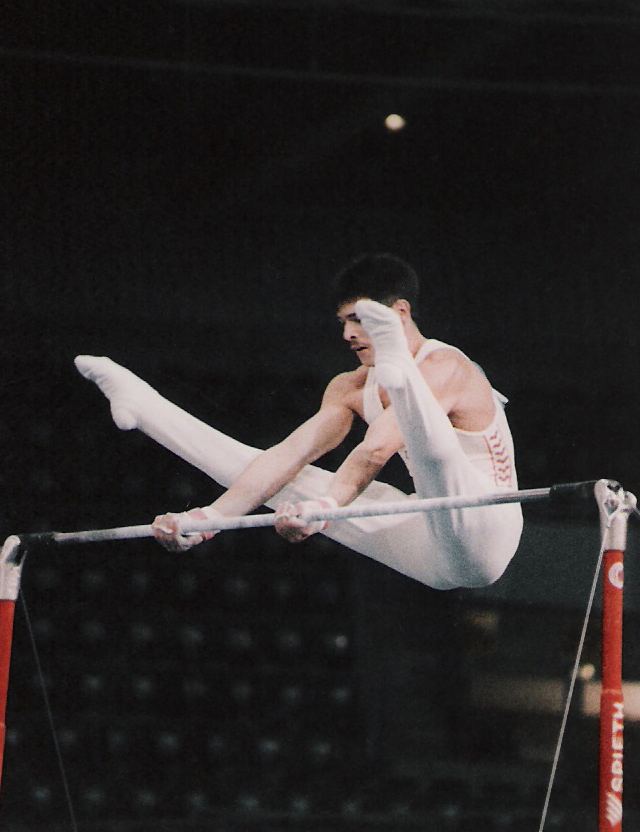
Turner am Reck

Die Übungen des Gerätturnens wurden aus wissenschaftssystematischen Gründen auf der Grundlage ihrer wesentlichen Merkmale geordnet und unter strukturellen Gesichtspunkten in Klassen (Gruppen) zusammengefasst. Diese Systematisierung ist gleichzeitig die wissenschaftliche Grundlage der Terminologie. Die bewegungstechnische Verwandtschaft der in den Strukturgruppen zusammengefassten Übungen hat Konsequenzen für ihre Lehrweise.
Die Übungen lassen sich unter dem Blickwinkel des Verhältnisses der Wirkung von inneren und äußeren Kräften in drei Arten einteilen:
- Schwungübungen
- Statische Übungen
- Übungen mit relativ langsamer Verlagerung des Körpers (Heben und Senken)

Zwischen den genannten Arten der Turnübungen bestehen Beziehungen und wechselseitige Übergänge.

### Schwungübungen
- Auf-, Um- und Abschwungbewegungen
- Kippbewegungen
- Felgbewegungen
- Stemmbewegungen
- Rollbewegungen
- Überschlagbewegungen
- Beinschwungbewegungen
- Sprungbewegungen

### Statische Übungen (Halten)

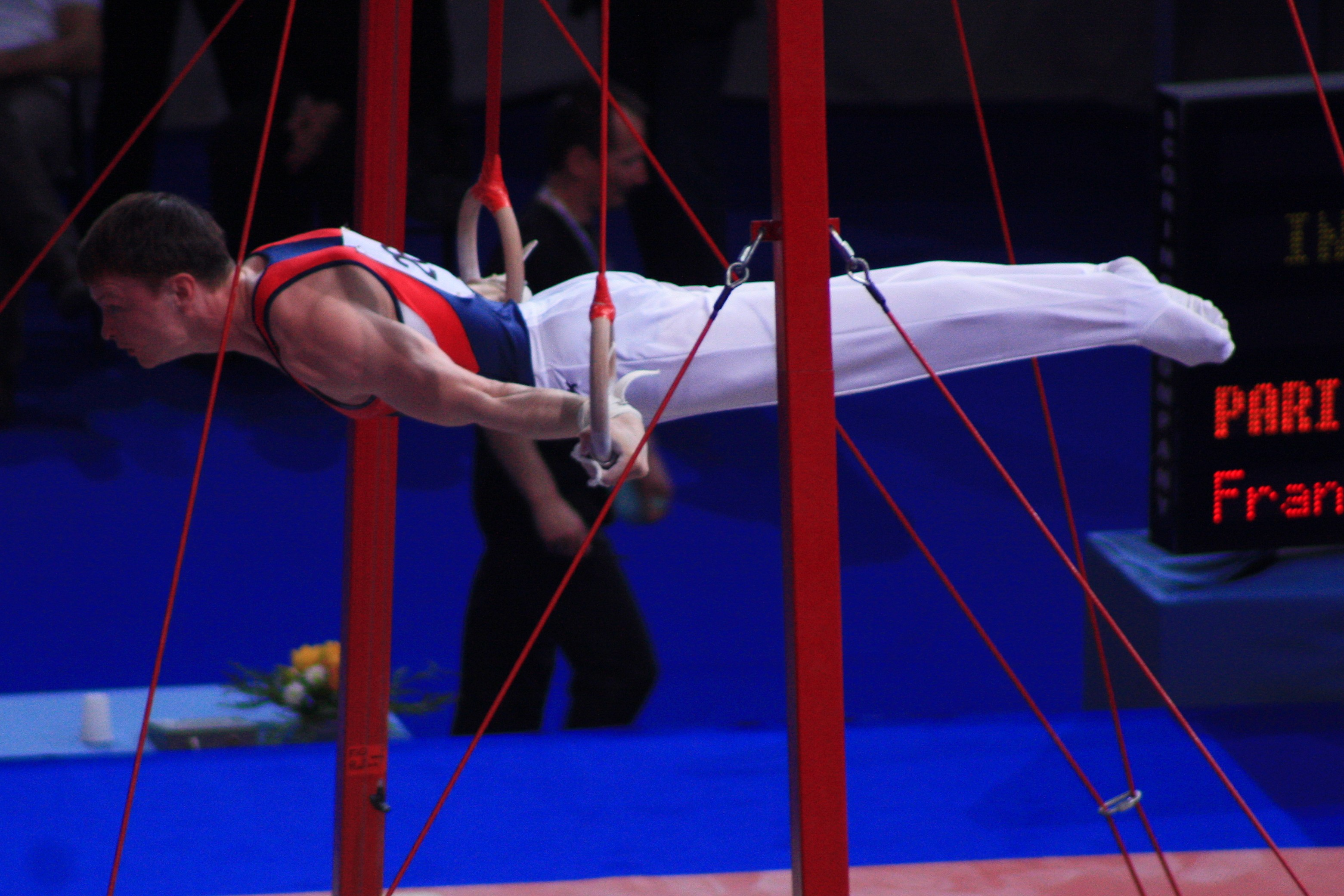
Turner an den Ringen

- Stütze
- Hänge
- Stände
- Sitze
- Liege

### Übungen mit langsamer Verlagerung des Körpers (Heben/Senken)
- Heben/Senken
  - ohne Drehung des Körpers
  - mit Rückwärtsdrehung des Körpers
  - mit Vorwärtsdrehung des Körpers
  - mit Seitwärtsdrehung des Körpers

## Die Ordnungsbeziehungen zwischen den Strukturgruppen der Schwungübungen

Ordnungsbeziehungen

Die meisten Übungen des Gerätturnens werden schwunghaft geturnt, wobei sich die Techniken (Turnübungen) vielfach aus der Kopplung von Merkmalen aus unterschiedlichen Strukturgruppen ergeben. Davon werden auch die Regeln für die Bildung der Übungsbezeichnungen (Terminologie) abgeleitet.
Die Abbildung veranschaulicht die Ordnungsbeziehungen zwischen den Strukturgruppen der Schwungübungen (nach Rieling, Leirich & R. Heß).

## Inklusion
Turnen (Special Olympics) ist eine Sportart, die auf den Regeln für das Boden- und Gerätturnen beruht und in Wettbewerben und Trainingseinheiten der Organisation Special Olympics weltweit für geistig und mehrfach behinderte Menschen angeboten wird. Turnen ist seit 1972 bei Special Olympics World Games vertreten und seit 2020 auch bei Special Olympics Deutschland als offizielle Sportart anerkannt.

## Turnen in Deutschland
Friedrich Ludwig Jahn (1778–1852) gilt als der Schöpfer der frühen Turnbewegung in Preußen und ihr Ideengeber, was ihm später den Ruf des „Turnvaters“ einbrachte. Der erste öffentliche Turnplatz in der Berliner Hasenheide (1811) war sein Werk. Er wollte die männliche deutsche Jugend als Guerilla im Kampf gegen Napoleon ausbilden. Sein Bemühen um die Entwicklung des Turnens galt auch der Realisierung seiner Erziehungs- und Bildungsabsichten: „Die Turnkunst soll die verlorene Gleichmäßigkeit der menschlichen Bildung wiederherstellen …“.
Die von Jahn und seinen Vorturnern auf dem Turnplatz in der Hasenheide demonstrierten Vorstellungen von der Deutschen Turnkunst sind im Turnbetrieb bis heute in Geltung geblieben, ebenso viele Bezeichnungen der Jahn’schen Turnsprache. In den folgenden Jahren wurden viele Turnvereine und schließlich der Deutsche Turner-Bund gegründet. Aus dem Turnen entwickelte sich schließlich das Gerätturnen nach hundert Jahren als Weltsportart.

### Zur Geschichte des Gerätturnens
Die Deutsche Turnerschaft (DT) pflegte in ihren Vereinen die Leichtathletik, das Schwimmen, das Rudern, die Kampfspiele und das Gerätturnen. Das Gerätturnen war hierbei nur eine Teildisziplin. Für Höchstleistungen in dieser Spezialdisziplin musste allerdings häufig trainiert und die im Zwölfkampf enthaltenen leichtathletischen Übungen vernachlässigt werden. Da Rekorde immer mehr zu einer Frage des Ansehens der einzelnen Verbände wurden, konnte die DT nicht länger eine Außenseiterrolle einnehmen. Dennoch weigerte sie sich zunächst beharrlich, den Forderungen nach reinen Gerätturnwettbewerben nachzukommen. Das Volksturnen sollte vorrangig betrieben werden.
Ab 1920 wurden dann unter Beibehaltung des gemischten Zwölfkampfes erstmals reine Gerätturnwettkämpfe eingeführt. Die Führung der DT kämpfte nach 1920 weiter gegen das reine Gerätturnen an und versuchte es abzuwerten, dennoch nahmen diese Veranstaltungen stürmischen Aufschwung. Zunächst beschränkten sich diese Wettkämpfe auf Städtevergleiche, der bekannteste war das Drei-Städte-Turnen Berlin-Hamburg-Leipzig. Dieser Wettkampf wurde 1920 ins Leben gerufen. Die besten Gerätturner jener Städte standen sich jährlich zweimal, Ostern und am Bußtag, jeweils in einer der drei Städte gegenüber. Es gab auch andere bekannte Städteturnen, wie Düsseldorf-Köln-Essen oder Leipzig-Dresden-Chemnitz. Hinzu kamen Wettkämpfe einzelner Länder und Kreise der DT, wie zwischen Rheinland und Westfalen.
Der rasche Aufschwung des reinen Gerätturnens zwang die DT, diese Wettkämpfe in das Programm ihrer Turnfeste aufzunehmen. Auf den Deutschen Turnfesten 1923 in München und 1928 in Köln wurde das Geräteturnen gleichberechtigt neben Zwölfkampf und Siebenkampf ausgetragen. Zudem wurden erstmals auch Deutsche Meisterschaften im Gerätturnen durchgeführt. Das Turnen war in eine neue Phase seiner Entwicklung eingetreten.
Das Gerätturnen ist heute die Basis-Sportart vieler Vereine im Deutschen Turner-Bund (DTB) (siehe auch: Turnen).
Im Leistungs- und Hochleistungssport gibt es Mannschaftswettbewerbe, Einzelmehrkämpfe, der heute übliche Vierkampf, und Wettkämpfe an jedem einzelnen Gerät. Bei den Olympischen Spielen und bei den Welt- und Europameisterschaften werden in insgesamt 14 Disziplinen Titel und Medaillen vergeben.

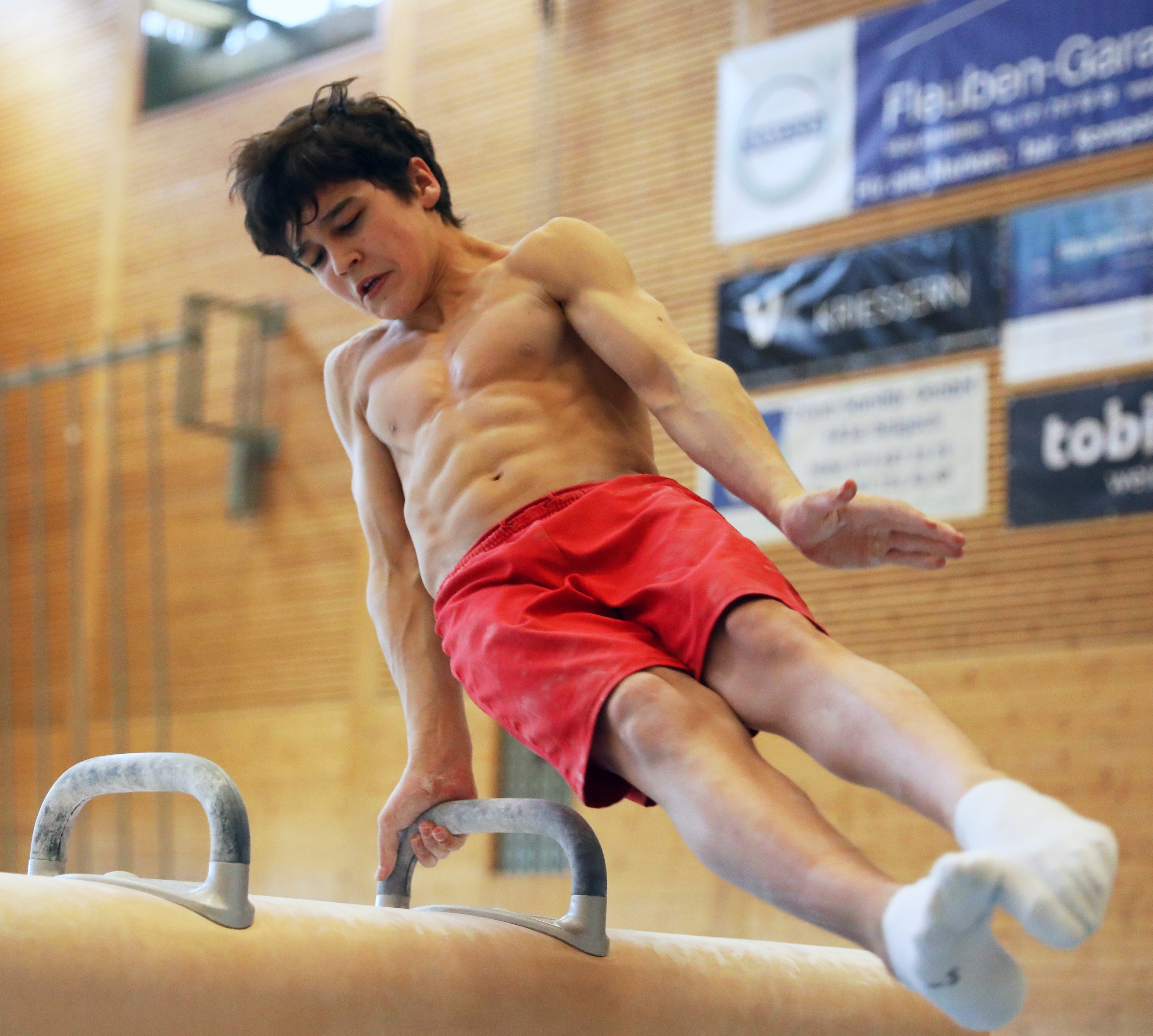
Turner am Pauschenpferd

War das Gerätturnen bis in die 1970er Jahre vor allem durch Statik und Krafthalteteile und historische Übungen geprägt, so ist es heute eine sehr dynamische Sportart mit vielen akrobatischen Elementen, Drehungen, Saltos und Sprüngen.

### Wettkampfformen
Das Wettkampfprogramm im DTB reicht von den Pflichtübungen im Breitensport (P-Stufen) über das modifizierte Kürprogramm in den Leistungsklassen (LK) 1 bis 4 bis hin zum Kürprogramm nach den internationalen Bestimmungen des Code of Points (CoP).

#### Kür
Bei Deutschen und Landesverbandsmeisterschaften, in der Bundes- und Regionalliga (Deutsche Turnliga) sowie teilweise in den höchsten Ligen der Landesverbände werden Kürübungen nach dem neuen, seit 2017 gültigen Code de Pointage (CdP) geturnt. Diese Übungen werden von den Turnern frei nach den Anforderungen des CdP zusammengestellt. Der Endwert der Übung setzt sich aus D- und E-Note (früher A- und B-Note) zusammen, wobei die D-Note die Schwierigkeit (difficulty) der Übung bewertet und die E-Note die Ausführung (execution).
Zusätzlich existiert als Nachfolger des Ende 2006 abgeschafften B-Stufen-Systems die Kür Modifiziert (KM). Diese ist ab dem 1. Januar 2008 eingeteilt in vier Schwierigkeitsstufen von I bis IV und unterscheidet sich hauptsächlich dadurch vom CdP, dass je nach Schwierigkeitsstufe weniger Elemente, leichtere Übungsabgänge und sogenannte Nationale Elemente (NE), die nicht im CdP enthalten sind, geturnt werden dürfen. In der leichtesten Stufe KM IV müssen sogar weniger Elementgruppen erfüllt werden. Diese Übungsformen finden unter anderem beim Deutschland-Cup und den Seniorenmeisterschaften Anwendung. Die KM II wird vor allem in den Ligen der Landesturnverbände (Landesliga, Verbandsliga, Oberliga) geturnt. Die KM I wurde bereits vor mehreren Jahren abgeschafft. Mit den Änderungen der Ausschreibungen im DTB 2015 wurden zum Teil auch die Anforderungen der KM geändert. So heißen die Schwierigkeitsstufen nun Leistungsklassen (LK) und gehen mit verschobener Nummerierung (LK1 ersetzt KM II) von LK1 bis LK4.

#### Pflicht
Seit dem 1. Januar 2015 wurden in Hinblick auf das Internationale Deutsche Turnfest 2017 die Pflichtübungen im DTB, die sogenannten P-Übungen, mit Herausgabe der Aufgabenbücher Gerätturnen weiblich und männlich 2015 überarbeitet. Bei den Pflichtübungen muss der Turner eine vorgegebene Folge von Elementen zeigen. Die neuen P-Übungen lösen die bisherigen Übungen in Ausschreibung a (Breitensport) und b (leistungssportlicher Nachwuchs) ab und gehen bis auf die Geräte Ringe und Pauschenpferd von der leichtesten Stufe (P1) bis zur schwierigsten (P9). Dabei gibt es nun keine Unterteilung mehr für den Breitensport und für den leistungssportorientierten Nachwuchs unterteilt. Dafür gibt es nun am Sprung Alternativsprünge.
Bei den P-Übungen setzt sich dabei der Ausgangswert aus E- und D-Note zusammen. Der Ausgangswert ist immer 10 Punkte (Ausführung) plus die Schwierigkeitsstufe (P7: Ausgangswert 17 = 10 + 7). Die Turnerinnen dürfen am Boden ihre Musik frei aber zur Übung passend wählen. Die P-Übungen werden unter anderem auf Turnfesten im Wahlwettkampf geturnt. Die Wettkampfausschreibung ist jahrgangsabhängig. Dadurch soll erreicht werden, dass der Nachwuchs definierte und altersgerechte Leistungsziele erreicht.

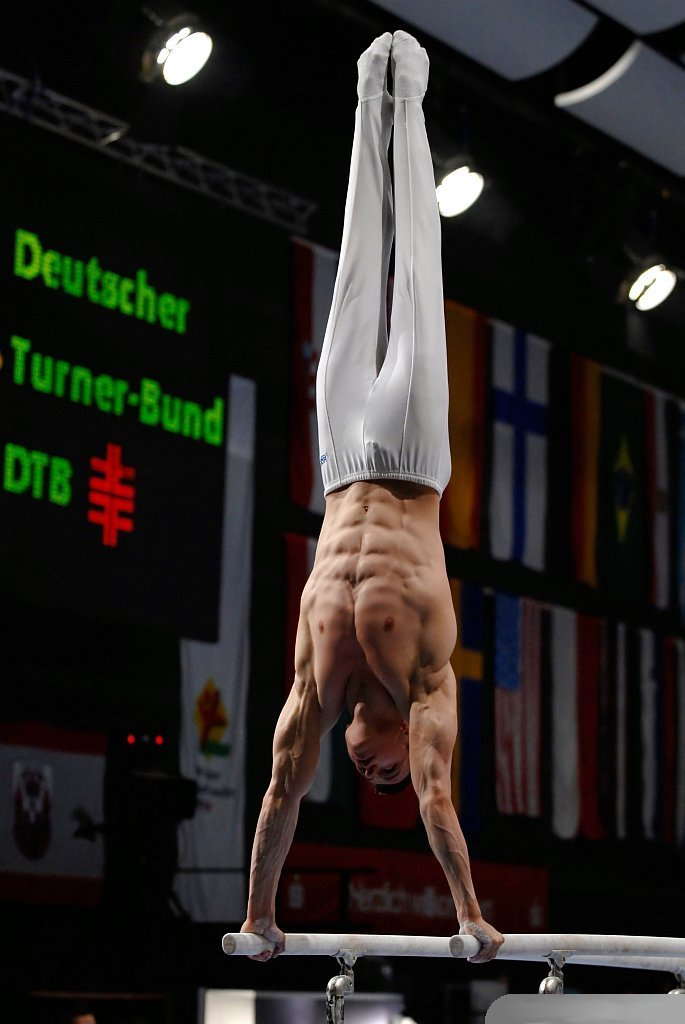
Turner am Barren

Im Wettkampfbereich, männlich, sind folgende sechs Geräte üblich (in olympischer Reihenfolge):
- Boden
- Pauschenpferd
- Ringe
- Sprung (über Sprungtisch, Pferd, Kasten oder Bock)
- Barren
- Reck

wobei im breitensportlichen Bereich auf Gauebene häufig nur ein Vierkampf (Boden, Sprung, Barren, Reck oder 4 aus 6) geturnt wird.
Im Wettkampfbereich, weiblich, sind folgende vier Geräte üblich (in olympischer Reihenfolge):
- Sprung
- Stufenbarren
- Schwebebalken
- Boden

Außerdem sind im Jugend- und Seniorenbereich folgende Geräte zusätzlich im Einsatz:
- Minitrampolin
- Pilz
- Schaukelringe
- Bank

Preistafel im Geräte-Siebenkampf

Den Geräte-Siebenkampf gab es mindestens schon seit den 1930er Jahren, wie ein Wanderpreis für Turner im thüringischen Apolda zeigt.

#### AK
Im Bereich des leistungssportlichen Nachwuchses im weiblichen und männlichen Bereich gibt es verschiedenste Testformen, die den aktuellen Leistungsstand überprüfen und gleichzeitig auch Leistungsziel sein sollen. So gibt es AK (Altersklasse) – Pflicht- und Küranforderungen, Technische und Athletische Normen und weitere z. T. gerätspezifische Anforderungen oder den Kadertest. Davon werden die AK-Übungen auch als Wettkampf ausgetragen, z. B. bei den Deutschen Jugendmeisterschaften.
Bei diesen Ausschreibungen ist in den letzten Jahren einiges in Bewegung gekommen, um den Anschluss an die Weltspitze nicht zu verlieren. So gibt es seit 2014 ein Balkenkonzept und den Komplex Seitigkeit am Schwebebalken, um hier bestehende Rückstände zu anderen Nationen aufzuholen.

## Turnen in der Schweiz
Auch das Turnen in der Schweiz hat eine militärische Entstehungsgeschichte. In der Schweiz unterscheidet man Kunstturnen (Leistungssport) und Geräteturnen (Breitensport).
Kunstturnen ist die olympische Sportart; die Wettkampfübungen in Pflicht bzw. Kür werden an den oben genannten Geräten geturnt.
Im Geräteturnen hingegen werden Boden, Schaukelringe, Minitrampolin, Barren und Reck geturnt. Der Boden im Geräteturnen besteht (abweichend vom Bodenturnen im Kunstturnen) aus einer etwa 2,5 m breiten und 17 m langen Bodenbahn. Es gibt auch, analog zum Kunstturnen, einen Unterschied zwischen von Frauen und von Männern geturnten Geräten. Die Männer turnen an allen fünf obengenannten Geräten, die Frauen an folgenden vier Geräten: Reck, Schaukelringe, Boden und Sprung (Minitrampolin). Die Schwierigkeitsgrade der geturnten Elemente im Geräteturnen sind niedriger als im Kunstturnen, es wird aber ebenso großer Wert auf die Ausführung und die korrekte Haltung gelegt. Anders als im Kunstturnen gibt es im Geräteturnen keinen A-Wert, sondern die Abzüge werden direkt von der Ausgangsnote 10.00 abgezogen. Der Schwierigkeitsgrad ist somit nicht ausschlaggebend für die Endnote. Pro Kategorie werden jedoch Mindestanforderungen gestellt, die es zu erfüllen gilt.
Zudem gibt es in der Schweiz noch das Vereinsgeräte- oder Sektionsturnen. Hier turnt man synchron in einer Gruppe eine Übung mit Musik kombiniert. Dabei werden die Programmzusammenstellung (Choreographie), die Synchronität und die Einzelausführung bewertet. Grundsätzlich sind alle Geräte zugelassen, wobei aber Reck- und Pferdpauschenvorführungen sehr selten sind. Weitaus beliebter sind Gerätekombinationen, bei denen zum Beispiel Boden und Minitrampolin kombiniert werden können.
Der Schweizerische Turnverband (STV), dem sowohl Kunst- als auch Geräteturnen sowie die Rhythmische Gymnastik, Trampolinturnen, breitensportgerichtete Leichtathletik und Jugendturnen angehören, ist der größte Sportverband in der Schweiz.

## International
Obwohl Pierre de Coubertin Turnen als kriegerisch ablehnte, nahm der Veranstalter der 1. Olympischen Spiele 1896 in Athen es in das Programm auf, wo es sich seitdem befindet. International wird das Gerätturnen heute genauso wie Allgemeines Turnen, Trampolinturnen, Rhythmische Sportgymnastik, Sportaerobic und Sportakrobatik durch die Fédération Internationale de Gymnastique (FIG, Internationaler Turnverband) und die Union Européenne de Gymnastique (UEG, Europäische Turnunion) vertreten.

## Welt- und Europameisterschaften
- Turn-Weltmeisterschaften (Gerätturnen)
- Turn-Europameisterschaften (Gerätturnen)

## Erfolgreiche Gerätturner
- Liste der Turn-Weltmeister (Gerätturnen)
- Liste der Olympiasieger im Turnen

## Risiken
20 Prozent aller Athletinnen in Risikosportarten wie Kunstturnen entwickeln eine Essstörung.